# 宽吻海豚
宽吻海豚（学名：Tursiops truncatus）是鲸目海豚科寬吻海豚屬的一种，又称尖吻海豚、瓶鼻海豚、樽鼻海豚、大海豚。广泛分布于大西洋、印度洋、太平洋、地中海、黑海、红海等温带和热带海洋中。宽吻海豚常在靠近陆地的浅海区域活动。

## 性征
宽吻海豚的身体为流线型，中部粗圆，从背鳍往后逐渐变细，额部有很明显的隆起。由于额部较大，所以头部吻突的实际长度较短。宽吻海豚的上下颌较长，因此获得了瓶鼻海豚的别名，它真正的鼻孔是头上的喷气孔。宽吻海豚的脸看上去像在微笑。宽吻海豚上下颌每侧各有大型牙齿21-26枚，长度为4-5厘米，直径为1厘米，是海豚科中牙齿最大的一种。
宽吻海豚的背鳍为三角形，略微后屈，位于体背的中部附近。尾鳍和背鳍由致密的结缔组织构成。鳍肢基部宽，梢端尖。宽吻海豚依靠上下摆动尾鳍来前进。体侧的胸鳍用来控制方向。鳍肢的位置很靠前。胸鳍中含有和其它鲸目一样在五千万年前进化过来的骨胳，这些骨胳和在陆地上生活的哺乳动物的前肢同源。
宽吻海豚的前2枚颈椎愈合，13-14对肋骨中有5对是双头肋。宽吻海豚身体两侧的温度经常是一面高，一面低，而且不断地交替变化，其原因尚不清楚。
宽吻海豚的皮肤光滑无毛，全身灰黑色，颜色从脊鳍尖端附近的深灰色，逐渐变化到淡灰色，背鳍鳍肢及尾鳍上下面皆为灰黑色，腹部基本上上是纯白色。这种颜色的组合，使得宽吻海豚在水中游泳的时候，从上方和下方都难以被发现。喷气孔至前额之间有深色带，眼睛到吻突之间也有1-2条深色带。
成年宽吻海豚的身长在2米到4米之间，体重在150千克到650千克之间。平均讲来，雄性的体长大约比雌性长10—20厘米，而且雄性的体重要重很多。宽吻海豚的大小也和生活环境有着很大的联系。在水温较低的远洋生活的宽吻海豚比在温暖的浅海区生活的宽吻海豚体格要大。比如苏格兰的默里湾是宽吻海豚分布最靠北的地方，那里的宽吻海豚平均身长接近4米，而在美国的佛罗里达附近的热带海域生活的宽吻海豚平均身长是2.5米。而且在水温较低的远洋生活的宽吻海豚体内含有更多的脂肪和更适合深潜的血液成分。

## 生活习性

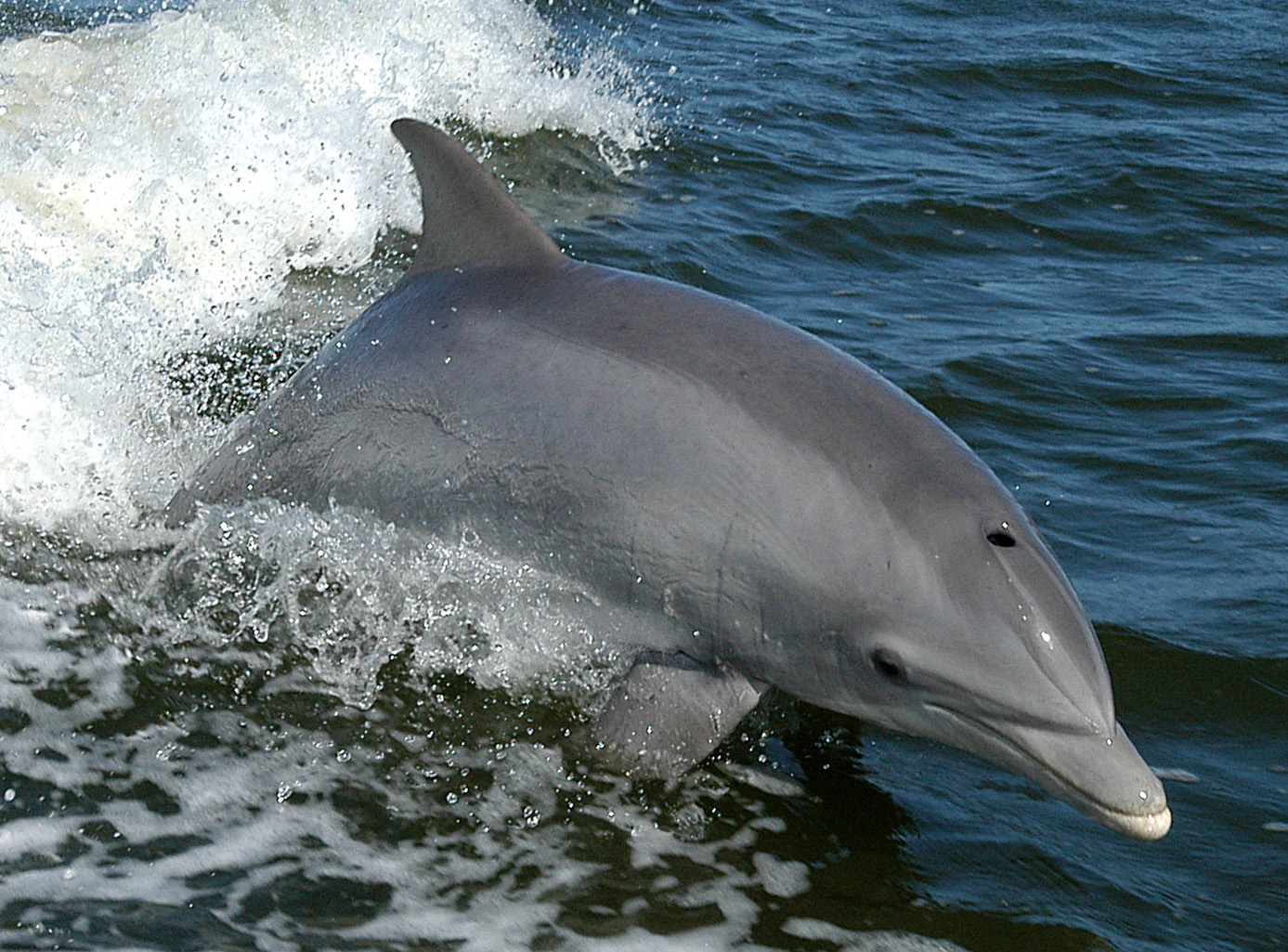
一只野生宽吻海豚在一条船的尾迹中嬉戏

宽吻海豚通常的游速为每小时5-11千米；在短时间内，它们的游速最高可以达到每小时70千米。宽吻海豚不仅身体呈流线型，而且有特殊的皮肤构造，皮肤外表十分光滑，里面是海绵状结构，有很多乳突，乳突之间充满液体，犹如无数充满流体的细管，当皮肤表面受到海水紊流的压力变化时，细管内的流体就随着这种压力的改变流出或流入，使紊流的部分能量被吸收，所以在高速游动时不会造成严重的紊流，还能将紊流变成层流，大大地减少了水的摩擦阻力，使游动时既省劲又快速。
宽吻海豚的跳水本领很强，有时全身跃出水面1-2米高，特别是在暴风雨到来之前这种活动更为频繁。
每隔5-8分钟宽吻海豚必须浮上水面用呼吸孔换气。通常它们每分钟会换气2-3次。宽吻海豚的睡眠很浅，有科学家认为宽吻海豚大脑的两个半球交替地休息和工作。
宽吻海豚常在靠近陆地的浅海区域活动，较少游向远海，一般随着水温和食物分布的变化可作向岸或离岸的洄游。宽吻海豚喜欢群居，通常十多只组成一群生活。它们会长期保持这种社会结构。通常是雌性宽吻海豚和她们的幼崽组成一群。生活在离岸深水水域的宽吻海豚群可以联合成一个上百只的大群，有时包含其他种类的海豚甚至领航鲸，有时同伪虎鲸群一起混游。雄性宽吻海豚通常独自生活或2-3只组成一个小群，他们只在短期内会加入其他雌性宽吻海豚的大群。宽吻海豚群体成员之间的眷恋性很强，如果一个个体受伤，其他成员并不逃逸，而是围拢着受伤的同伴不忍舍弃。
宽吻海豚的性格友好、活泼而富有好奇心。宽吻海豚喜欢跟随船只，经常会有一群宽吻海豚接近一名潜水员，偶尔宽吻海豚也会救助受伤的潜水员并把他托到水面上。
作为食肉动物，宽吻海豚有时候也表现出攻击性。雄性宽吻海豚会因为争夺地位和配偶而打鬥，他们有时也攻击鲨鱼或其他小型海豚。在交配季节，雄性宽吻海豚间存在着激烈的竞争，他们通过彼此撞击头部来展现力量。
雌性宽吻海豚的寿命在40年左右，而雄性宽吻海豚由于生活充满压力，很少能活过30年。

## 食物
宽吻海豚的食物主要包括带鱼、鲅鱼、鲻鱼等群栖性的鱼类，它们偶尔也吃乌贼或蟹类，以及其他一些小动物。宽吻海豚钉子状的牙齿可以咬住猎物但是不能咀嚼食物。当宽吻海豚发现一群猎物时，它们会集体行动把猎物包围。它们也会搜寻那些在下层水域单独行动的鱼类。宽吻海豚也会用尾鳍击打猎物甚至把捉到的鱼抛出水面，然后自己也跳出水面，在空中再把鱼咬住。

## 感觉与通讯系统
宽吻海豚利用回声定位的方法在水下航行和觅食。它们向前发出声频和超声频的声音信号，以巧妙的方式形成尖锐的发射波束，还能随通信、搜索、跟踪和识别的不同需要而改变信号的参量，例如当宽吻海豚接近物体时，回声逐级变强，宽吻海豚相应地减弱发射的声波。宽吻海豚眼睛后面有很小的外耳壳，但是大部分的回声是通过下颌直接穿入内耳的。
宽吻海豚无论在水中或将头伸出水面时，都同样具有良好的视力。宽吻海豚的视网膜上有一层额外的脉络膜层，有强烈的反光性，能够增加在昏暗环境中的视力。
相比听觉和视觉，宽吻海豚的嗅觉不敏锐。
宽吻海豚没有声带，它们通过身体的运动和喷气孔下方的六个气囊发出的声音来交流。每只宽吻海豚都有独特的声音特征。

## 使用工具
1997年，澳大利亚报道了一只雌性的宽吻海豚将海绵粘在吻突上，保护自己不会在寻找食物的时候撞伤。2005年有实验报道母海豚会把这项技能教给幼仔。

## 繁殖
雄性宽吻海豚身体的下方有两个裂缝，前面的一个包着阴茎，后面的一个包着肛门。雌性宽吻海豚的阴道和肛门在一个裂缝里。
宽吻海豚每年2-5月交配和产仔。雄性宽吻海豚和雌性宽吻海豚在求偶期间会互相追逐，轻轻地触碰、磨蹭或用嘴咬对方的身体。交配之前有很长时间的前戏，然后两只宽吻海豚腹部相对，雄性将阴茎伸出裂缝，并插入雌性的阴道。一次交配过程持续10-30秒，并反复进行多次，每两次交配之间有数分钟的间隔。交配时雄性宽吻海豚不时地发出叫声。
宽吻海豚可以同其他种类的海豚交配，在自然界和圈养状态下都有这种情况发生。
雌性宽吻海豚的怀孕期为11-12个月，生殖间隔为2年左右。通常在浅水区生产。每次产仔大约需要1刻钟到2小时，这时群体中的其他雌性宽吻海豚都会围在一旁观看，准备随时给予帮助，也同时防止鲨鱼等进行攻击。幼仔出生时体长为1米左右，体重9-11千克，不用任何帮助就能向水面游去，进行第一次呼吸。幼仔的尾叶在刚出生时卷成筒状，背鳍贴在身上，但只要一开始游动，尾叶和背鳍就伸展开来，变得富有弹性。母宽吻海豚的身体下方有两个裂缝，位于生殖器的两侧，里面各有一个乳头，可以分泌乳汁。幼仔的哺乳时间为12-18个月，并和母亲一直生活到6岁。雄性宽吻海豚不参与哺育幼仔。雌性宽吻海豚在5-12岁时性成熟，雄性稍迟，在10-12岁。

## 天敌
大型的鲨鱼，如沙虎鲨、公牛鲨、大白鲨、虎鯊等会攻擊宽吻海豚，還有同為海豚科的虎鯨則會捕食寬吻海豚。

## 分类
宽吻海豚在分类学上属于哺乳纲、鲸目、海豚科、宽吻海豚属。宽吻海豚属的共同特点是头骨较长，额部显著隆起，吻突明显，牙齿比较少，上、下颌的每侧都少于26枚。
- 宽吻海豚 (T. truncatus)， 主要分布于温带和热带海洋，颜色有时候会偏蓝，从吻突到呼吸孔之间有深色的色带。有两个亚种：
  - 太平洋宽吻海豚 (T. gillii 或 T. truncatus gillii)，生活在太平洋，眼睛到前额有黑色的色带。
  - Tursiops truncatus nuuanu Costa, Archer, Rosel & Perrin, 2022[1]
  - 黑海宽吻海豚 (T. truncatus ponticus)，分布于黑海。
- 南宽吻海豚 (T. aduncus)，主要分布于印度、澳大利亚、南中国海周边的海域，背部为深灰色，腹部为白色并有灰色斑点。

## 保护
宽吻海豚目前的生存状况比较安全。但是个别种群由于气候变化或人类捕杀和环境污染，生存也在受到威胁。

## 与人类的关系
宽吻海豚的智力发达，它们的大脑重量甚至比人脑还要重0.1千克，达到1.6千克。宽吻海豚大脑的宽度要超过长度，这有别于其他动物。
宽吻海豚的理解力较强，性情溫和，很受人類歡迎，在海洋生物館经常用作公众观赏表演。目前包括宽吻海豚在内的所有鲸目动物，都没有实现健康的人工饲养，几乎所有海洋馆的哺乳动物都面临巨大的精神压力和寿命显著缩短的问题，海豚表演背后的伦理问题饱受争议。
美国和俄罗斯训练宽吻海豚进行扫雷等军事活动。
由于宽吻海豚能用几秒钟就从很深的海底浮上水面，所以对人类的深海研究有帮助。